# Yên Lâm (thị trấn)
Yên Lâm là một thị trấn cũ thuộc huyện Yên Định, tỉnh Thanh Hóa, Việt Nam.

## Địa lý
Thị trấn Yên Lâm nằm ở phía tây bắc huyện Yên Định, có vị trí địa lý:
- Phía đông giáp thị trấn Quý Lộc và xã Yên Thọ
- Phía tây giáp huyện Ngọc Lặc
- Phía nam giáp thị trấn Thống Nhất và xã Yên Tâm
- Phía bắc giáp huyện Cẩm Thủy.

Thị trấn có diện tích 17,25 km², dân số năm 2020 là 8.683 người, mật độ dân số đạt 503 người/km².

## Hành chính
Thị trấn Yên Lâm được chia thành 8 thôn: Cao Khánh, Diệu Sơn, Đông Sơn, Hành Chính, Phong Mỹ, Phúc Trí, Quan Trì, Thắng Long.

## Lịch sử
Trước đây, Yên Lâm là một xã thuộc huyện Yên Định.
Ngày 15 tháng 10 năm 2009, Chính phủ ban hành Nghị quyết số 52/NQ-CP. Theo đó:
- Chuyển 206,42 ha diện tích tự nhiên và 901 người của thị trấn nông trường Thống Nhất vừa giải thể về xã Yên Lâm quản lý
- Điều chỉnh 36,13 ha diện tích tự nhiên và 266 người của xã Yên Lâm về thị trấn Thống Nhất mới thành lập thuộc huyện Yên Định.

Sau khi điều chỉnh địa giới hành chính, xã Yên Lâm còn lại 1.695,58 ha diện tích tự nhiên và có 5.817 người.
Ngày 27 tháng 4 năm 2021, Ủy ban Thường vụ Quốc hội ban hành Nghị quyết số 1260/NQ-UBTVQH14 (nghị quyết có hiệu lực từ ngày 1 tháng 7 năm 2021). Theo đó, thành lập thị trấn Yên Lâm trên cơ sở toàn bộ 17,25 km² diện tích tự nhiên và 8.683 người của xã Yên Lâm.
Theo Nghị quyết số 1686/NQ-UBTVQH15, giải thể huyện Yên Định và thành lập xã Quý Lộc trên cơ sở sáp nhập toàn bộ diện tích tự nhiên và dân số của 3 địa phương của huyện là Thị trấn Quý Lộc, Thị trấn Yên Lâm và xã Yên Thọ.